# Ingen undgår sin skæbne
Ingen undgår sin skæbne er en amerikansk stumfilm fra 1922 af William Beaudine.

## Medvirkende
- Cullen Landis som Elmer Slocum
- Patsy Ruth Miller som Margaret Andrews
- Bert Woodruff som Russ Weaver
- George C. Pearce som Lark Andrews
- Raymond Cannon som Lon Kimball
- Gus Leonard som Jennifer Kimball